# Samsu-iluna

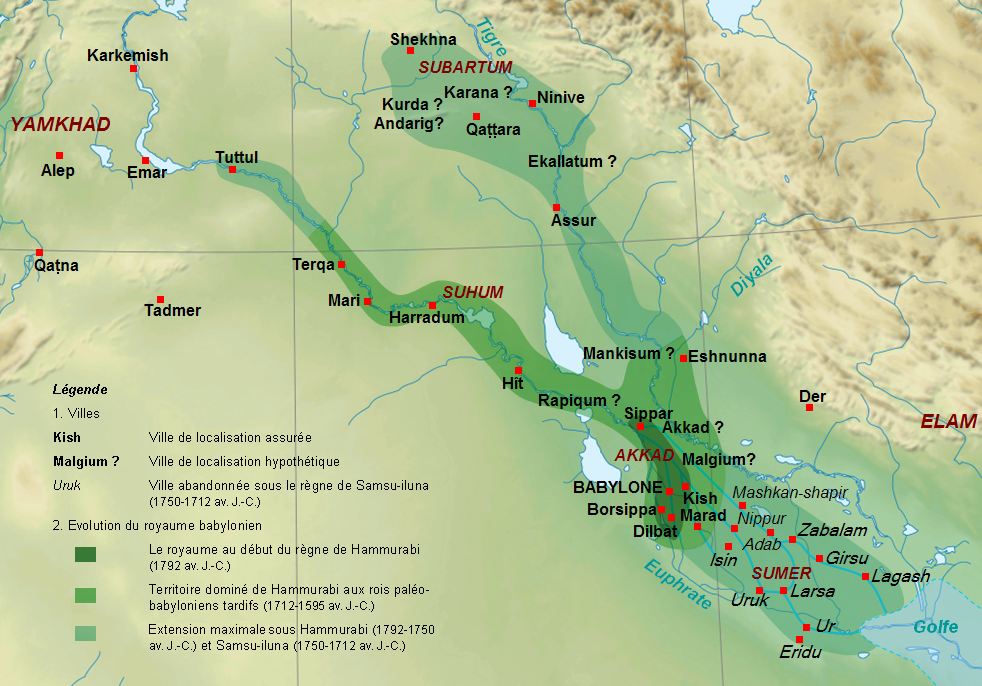
Mapa Mezopotamii w czasach panowania I dynastii z Babilonu (od Hammurabiego do Samsu-ditany).

Samsu-iluna (Samsu-iluna) – siódmy król Babilonii z I dynastii z Babilonu, syn i następca Hammurabiego, panował przez 38 lat (1749–1712 p.n.e.)
Początek jego panowania nie był pomyślny, ponieważ Kasyci wtargnęli do kraju z pogranicza Elamu, zdobywając Uruk i Ur. W dziewiątym roku rządów Samsu-iluny (ok. 1740 r. p.n.e.) nieznanego pochodzenia Rim-Sin II ogłosił się królem Larsy i wzniecił powstanie w południowej Babilonii, które rozszerzyło się na tereny Emutbalu (Jamutbalu) na wschód od Tygrysu. Samsu-iluna pokonał uzurpatora po pięcioletnich walkach pod Kisz. Podczas walk w Sumerze zburzył mury Ur, splądrował świątynie oraz zniszczył część miasta. Podobny los spotkał Uruk. Osłabienie południa kraju dało pretekst Elamitom do najazdu. Kutir-Nahhunte I wdarł się do południowej Babilonii, zdobył Uruk, skąd wywiózł posąg bogini Inanny do Suzy. Został on zwrócony świątyni w Uruk dopiero tysiąc lat później przez Aszurbanipala po podboju Elamu. W 1721 p.n.e. Samsu-iluna utracił panowanie nad południem Sumeru, gdzie bunt wzniecił niejaki Ili-ma-ilum, który zdobył religijne centrum Sumeru Nippur, odparł ataki Samsu-iluny i założył I dynastię z Kraju Nadmorskiego. Rebelie spowodowały spustoszenie terenów południowej Babilonii, wiele miast zostało opuszczonych lub ich populacja uległa radykalnemu zmniejszeniu. Skala zniszczeń została spotęgowana przez Babilończyków, którzy walcząc z rebeliantami na południu, odwracali bieg kanałów, co doprowadziło do dewastacji systemu irygacyjnego. W miastach północnej Babilonii (Akkad) pojawiły się kulty z południa, co wskazuje na migrację ludności z obszarów objętych powstaniami. Przypuszczalnie Samsu-iluna uznał, że nie utrzyma dawnego królestwa Larsy, dlatego uprowadził ludność wraz z dobytkiem do Akkadu, a na opuszczonych terenach zastosował taktykę spalonej ziemi. Utrata kontroli nad południowymi miastami oraz portami i powstanie Kraju Nadmorskiego ograniczyło handel morski z doliną Indusu oraz z krajem Magan. Samsu-ilunie udało się utrzymać kontrolę nad północną Babilonią oraz doliną Eufratu aż do Mari. Spokój w tej części kraju umożliwił mu poprowadzenie kampanii w górę rzeki Eufrat aż do państwa Hana w okolicach miasta Terqa.